# Iyashikei

Iyashikei (癒し系) est un genre spécifique aux œuvres japonaises, principalement manga et anime. C'est un sous-genre de tranche de vie, représentant des personnages vivant des vies paisibles dans des environnements apaisants, et est destiné à avoir un effet de guérison sur le public. Le mot iyashikei pourrait signifier « type de guérison » ou simplement « guérison » en japonais,,.

## Origines
Iyashikei est apparu pour la première fois comme un sous-genre distinct en 1995, à la suite du séisme de 1995 à Kobe et de l'attentat au gaz sarin dans le métro de Tokyo. Ces événements traumatisants, combinés à la récession économique, conduiraient à ce que le savant Paul Roquet appelle la tendance iyashi, ou boom de la guérison. Le traumatisme subi par le public japonais a fourni « le contexte émotionnel de l'émergence du calme en tant que sentiment lucratif et commercialisable ».

## Exemples d'œuvresiyashikei
- Aria[2],[6]
- Mon Voisin Totoro
- Non Non Biyori[7]
- Girls' Last Tour[7]
- Le Pacte des Yōkai[6]
- Yotsuba & !
- Au grand air[6]
- Horimiya
- Escale à Yokohama
- Frieren